# إبراهيم عادل شاه الأول
كان إبراهيم عادل شاه الأول (1534-1558) سلطانًا ثم شاهًا للمملكة الهندية بيجابور خلف شقيقه الأكبر، مالو عادل شاه من خلال مكائد فصيل آفاقي في البلاط. كان أول حاكم عادل شاه يتولى اللقب الملكي للشاه.

## سياسات
ومع ذلك، أدت سياسة إبراهيم المناهضة لآفاقي إلى إضعاف المملكة إلى حد كبير حيث انضم الأفراد المفصولون إلى خدمة الحكام المجاورين. عرّض هذا المملكة لسلسلة من الغزوات. ومع ذلك، كان زعيم آفاقي المخضرم أسد خان لاري (مدفون في بلجاوم)، الذي عمل كمستشار دبلوماسي لإبراهيم، أنقذ المملكة في ساعة الأزمة.

## فتره حكم
كان عهد إبراهيم، الذي دام أربعة وعشرين عامًا وبضعة أشهر، مليئًا بالتحالفات والتحالفات المضادة مع وضد أحمدناغار، بيدار، بيرار، جولكوندا وفيجاياناجار. على الرغم من وجود رحلات استكشافية مستمرة، تم إجراء القليل من التوسع الإقليمي، إذ تم تعويض المكاسب في اتجاه واحد بالخسارة على الجانب الآخر. وهكذا بينما تم غزو بيدار، خسر سولابور وكالياني أمام أحمدناغار. من ناحية أخرى، تم إجراء عمليات استحواذ كبيرة في الجنوب على طول الساحل الغربي. امتدت إلى أبعد نقطة في إقليم بيجابور الآن جنوب جوا. علاوة على ذلك، على الرغم من أن جولكوندا لم يتم إخضاعها، إلا أن جيش بيجابور تمكن من الوصول إلى أسوار حصن جولكوندا والعودة منتصرًا.